# Račja vas
Račja vas este o localitate din comuna Brežice, Slovenia, cu o populație de 82 de locuitori.